# Diacono (mormonismo)
L'ufficio di diacono è il primo del Sacerdozio di Aronne.
Un maschio degno può essere ordinato a tale ufficio a partire dall'età di 12 anni, in seguito ad una intervista di dignità condotta dal vescovo. L'ordinazione può essere effettuata da un detentore dell Sacerdozio di Aronne con l'ufficio di Sacerdote, o da un detentore del Sacerdozio di Melchisedec.
I diaconi hanno il compito di distribuire il Sacramento durante la riunione sacramentale della domenica. Inoltre hanno anche la responsabilità di raccogliere le offerte di digiuno durante la prima domenica del mese.